# Nagato (1919)
Nagato (japonsky: 長門) byla bitevní loď japonského císařského námořnictva, první ze dvou lodí třídy Nagato. Pojmenována byla podle starobylé provincie Nagato na ostrově Honšú.
Byla první bitevní lodí na světě vyzbrojenou 16palcovými (406mm) děly. Její pancéřování a rychlost z ní dělaly jednu z nejmocnějších bitevních lodí v době jejího vstupu do služby.
Během útoku na Pearl Harbor sloužila jako vlajková loď admirála Isoroku Jamamota. Díky strategii japonského námořnictva chránit si své největší lodě pro rozhodující bitvu (která nikdy nepřišla), se během války boje zúčastnila pouze jednou a to v bitvě u Leyte.

## Konstrukce

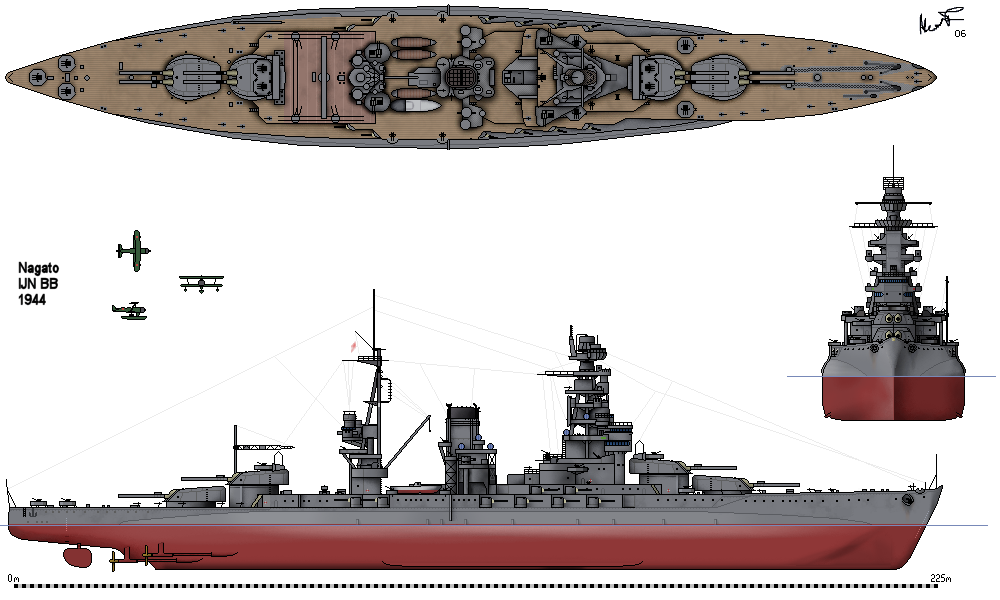
Nákres (1944)

Její stavba začala v loděnici v Kure 28. srpna 1917, na vodu byla spuštěna 9. listopadu 1919 a dokončena 15. listopadu 1920.
V letech 1934 až 1936 prošla důkladnou modernizací, když byly vyměněny její kotle na uhlí za nové spalující naftu a bylo zesíleno pancéřování a modernizována hlavňová výzbroj.

## Druhá světová válka
Na počátku druhé světové války tvořila Nagato, pod velením kapitána Hideo Jana, se svou sesterskou lodí Mucu První divizi bitevních lodí. Nagato byla vlajkovou lodí Spojeného loďstva, kterému velel admirál Isoroku Jamamoto. Dne 2. prosince 1941 Nagato vyslala signál „Niitakajama nobore 1208“ (Vystupte na horu Niitaka 1208, 新高山ノボレ一二〇八). Tato zpráva potvrzovala 8. prosinec (japonského času) jako datum útoku na Pearl Harbor.
Dne 12. února 1942 admirál Jamamoto přemístil svou vlajku na novou bitevní loď Jamato.
V červnu 1942 během bitvy u Midway byla Nagato součástí hlavního svazu admirála Isoroku Jamamota společně s bitevními loděmi Jamato a Mucu, letadlovou lodí Hóšó, křižníkem Sendai, devíti torpédoborci a čtyřmi pomocnými loděmi. Do bitvy se ale nijak nezapojila. Do Japonska se vrátila s přeživšími z letadlové lodě Kaga.
V roce 1943, pod velením kapitána Mikia Hajakawy, měla Nagato základnu v Truku na Karolínách. Po evakuaci Truku v únoru 1944 se přesunula do Lingga poblíž Singapuru.
V červnu 1944 se zúčastnila operace A-gó, útoku na americké síly na Marianách. Během bitvy ve Filipínském moři 19. června 1944 se stala cílem leteckého útoku, ale nebyla poškozena.

### Bitva u Leyte

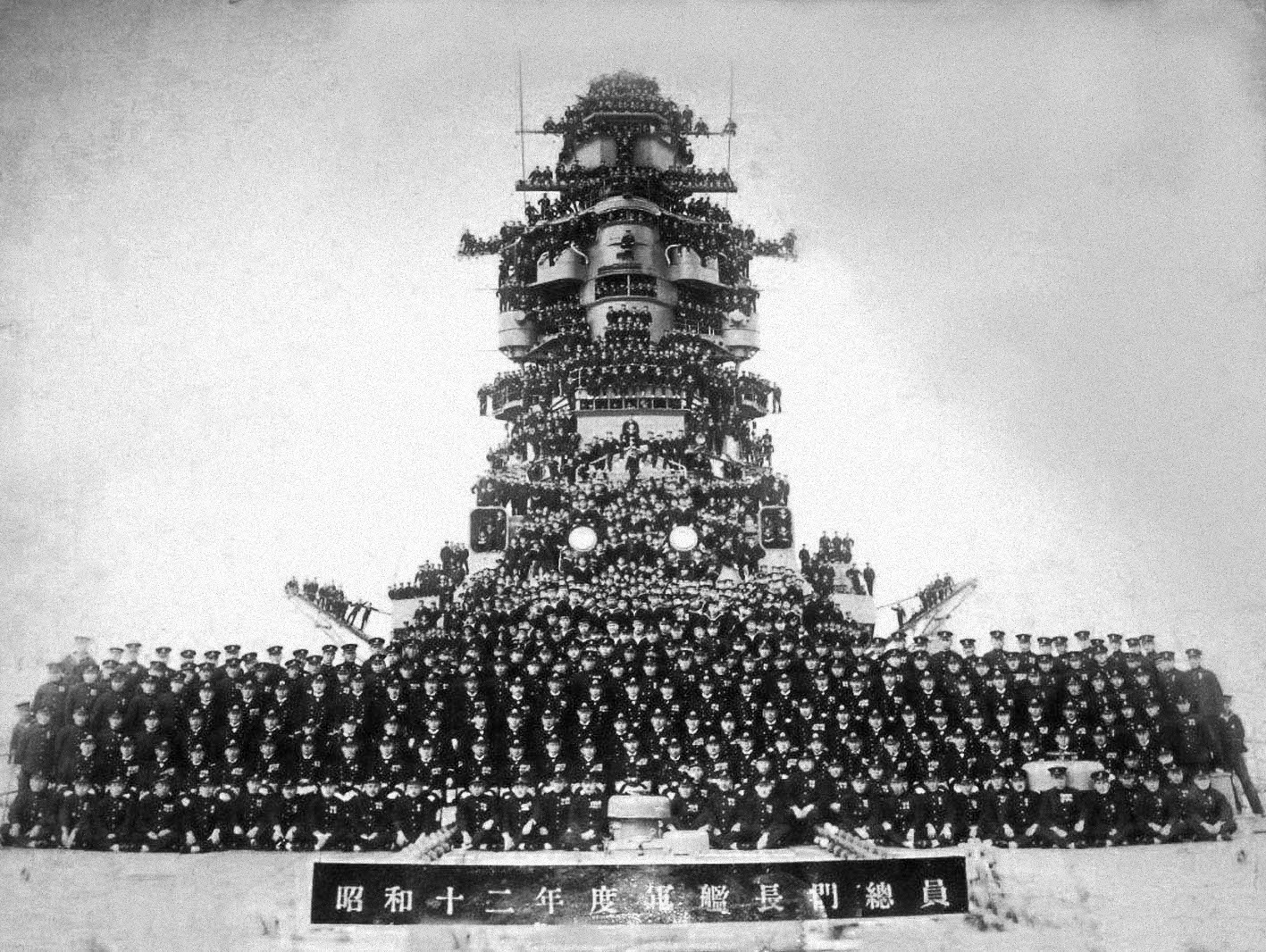
Nagato a celá její posádka v roce 1937

V říjnu 1944 se Nagato účastnila operace Šó-iči-gó, útoku na spojenecké vylodění na ostrově Leyte. 24. října 1944 během bitvy v Sibuyanském moři se Nagato stala cílem útoku několika vln amerických střemhlavých bombardérů. V 14:16 byla zasažena dvěma pumami svrženými letouny z letadlových lodí Franklin a Cabot. První puma zničila několik děl a poškodila přístup vzduchu do kotelny číslo 1, což vyřadilo z provozu jednu hřídel na 25 minut, než byl přístup vzduchu opraven. Druhá puma zasáhla jídelnu a přední radiovou místnost, zabila 52 mužů a 106 zranila. 25. října proplul Střední svaz průlivem San Bernardino a zamířil do Leytského zálivu. V následující bitvě u ostrova Samar se Nagato střetla s doprovodnými letadlovými loděmi a torpédoborci z Operační skupiny 77.4.3 („Taffy 3“). V 06:01 zahájila střelbu na St. Lo, bylo to poprvé, co vystřelila na nepřátelskou loď, ale minula. V 06:54 torpédoborec Heermann vypustil torpéda na bitevní loď Haruna; torpéda Harunu minula a zamířila na Jamato a Nagato plující na paralelních kurzech. Obě bitevní lodě byly nuceny přerušit boj a plout asi 16 km na sever, než torpédům došlo palivo. Po návratu do boje Nagato pokračovala v souboji s americkými loděmi, ve kterém spotřebovala celkem 45 406mm a 92 140mm nábojů.
V 09:10 admirál Takeo Kurita přikázal flotila přerušit boj a plout na sever. V 10:20 přikázal změnit kurz zpět na jižní, ale když flotila začala být napadána stále intenzivnějšími leteckými útoky, rozhodl se ve 12:36 znovu pro ústup. V 12:43 byla Nagato na přídi zasažena dvěma pumami, ale poškození nebylo vážné.
Během ústupu 26. října byla japonská flotila neustále napadána americkými letadly. Na Nagato zaútočily střemhlavé bombardéry z USS Hornet a docílily 4 zásahů, při nichž zemřelo 38 mužů a 105 bylo raněno. Během dne loď vypálila 99 16palcových (406mm) a 653 5,5palcových (140mm) nábojů.
25. listopadu 1944 Nagato připlula do Jokosuky k opravám. Nedostatek paliva a materiálu ale znamenal, že se nemohla vrátit do služby a v únoru 1945 byla přeřazena pouze k obraně pobřeží. V červnu 1945 byla její sekundární a protiletadlová výzbroj přesunuta na pobřeží. 18. července 1945 na ni v Jokosuce zaútočily stíhací a torpédové bombardéry z letadlových lodí Essex, Randolph, Bennington, Shangri-La a Belleau Wood a zasáhly ji třemi pumami. Jedna z nich zasáhla můstek a zabila jejího velitele kontradmirála Ocuka Miki.

## Atol Bikini

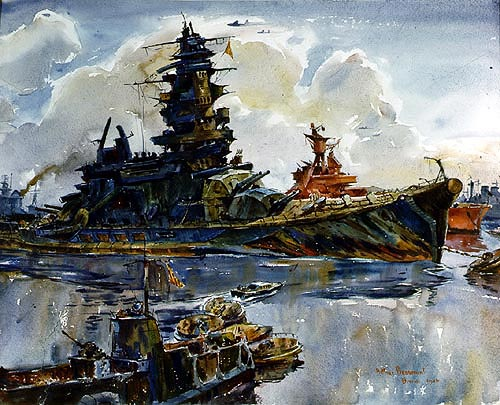
Japonská bitevní loď Nagato po výbuchu „Baker“ (Arthur Beaumont, akvarel, 1946)

Dne 30. srpna 1945, po japonské kapitulaci, byla Nagato jako poslední aktivní japonská bitevní loď obsazena a zabezpečena námořníky z americké lodi USS Horace A. Bass (LPR-124).
V březnu 1946 byla dopravena k atolu Bikini pro operaci Crossroads, sérii jaderných testů. Na této její poslední plavbě ji obsluhovala posádka 180 mužů z US Navy pod velením kapitána W. J. Whipple. Byla ale už v tak špatném stavu, že musela být odtažena na atol Eniwetok k nouzovým opravám.
Při prvním testu (ABLE, výbuch ve vzduchu) 1. července 1946 byla 1500 metrů od centra výbuchu a nebyla jím vážně poškozena. Při druhém testu (BAKER, podmořský výbuch) 25. července 1946 už byla poškozena vážně a o pět dní později se převrátila a potopila.